# Čelarevo
Čelarevo (ćir.: Челарево, mađ.: Dunacséb, njem.: Tscheb, ranije Čib) je naselje u općini Bačka Palanka u Južnobačkom okrugu u Vojvodini.

## Povijest
Čelarevo je bilo njemačko selo sve do kraja Drugoga svjetskoga rata, tako je prema popisu stanovništva iz 1910. godine Čelarevo imalo 2.572 stanovnika od čega 1.954 Nijemca što je bilo 76% od ukupnoga broja stanovnika. Prema popisu iz 1921. Čelarevo je imalo 2.705 stanovnika od čega 1.950 Nijemaca što je 72,1%.
Prije Drugog svjetskog rata neselje se zvalo Čib, dolaskom kolonista iz Bosne, 1946. godine, naselju je promijenjeno ime u Čelarevo u znak sjećanja na narodnog heroja Zdravka Čelara (1917-1942).

## Stanovništvo
Prema popisu stanovništva iz 2002. godine u Čelarevu živi 5.423 stanovnika,  od toga 4.397 punoljetnih stanovnika, a prosječna starost stanovništva iznosi 39,9 godina (38,6 kod muškaraca i 41,1 kod žena). U naselju ima 1.865 domaćinstava a prosječan broj članova po domaćinstvu je 2,91.
Prema popisu stanovništva iz 1991. godine u naselju je živjelo 5.011 stanovnika.
| Etnički sastav 2002. |            |        |
| Narod                | Stanovnika | %      |
| Srbi                 | 4.396      | 81,06% |
| Slovaci              | 462        | 8,51%  |
| Mađari               | 138        | 2,54%  |
| Jugoslaveni          | 114        | 2,10%  |
| Hrvati               | 62         | 1,14%  |
| Crnogorci            | 22         | 0,40%  |
| Nijemci              | 15         | 0,27%  |
| Ukrajinci            | 10         | 0,18%  |
| Rusi                 | 4          | 0,07%  |
| Makedonci            | 4          | 0,07%  |
| Česi                 | 3          | 0,05%  |
| ostali               | 6          | 0,10%  |
| nepoznato            | 5          | 0,09%  |

| broj stanovnika | 3454  | 3483  | 3717  | 4073  | 4817  | 5011  | 5423  |
|                 | 1948. | 1953. | 1961. | 1971. | 1981. | 1991. | 2001. |

## Galerija
- Stara seoska kuća
- Katolička crkva
- Pivovara u Čelarevu

## Vanjske poveznice
- Karte, udaljenosti vremenska prognoza  Arhivirana inačica izvorne stranice od 8. rujna 2009. (Wayback Machine)
- Satelitska snimka naselja
- Dvorac Dunđerski u Čelarevu